# Cabo de São Tomé
Cabo de São Tomé är en udde i Brasilien.   Den ligger i delstaten Rio de Janeiro, i den sydöstra delen av landet, 1 000 km sydost om huvudstaden Brasília.
Terrängen inåt land är mycket platt. Havet är nära Cabo de São Tomé åt sydost. Trakten är glest befolkad.